# Alfred Krauth
Alfred Krauth, né le 24 mars 1878 à Karlsruhe, mort le 12 juillet 1956 à Düsseldorf, est un photographe allemand, impliqué dans le développement d'appareils techniques. Avant la Première Guerre mondiale il est un photographe portraitiste primé, après la remière Guerre mondiale il s'intéresse à la photographie stéréoscopique et développe à ce propos un système compact appelé Indupor. Vers la fin des années 1920 il fabrique et commercialise de échangeurs de monnaie. Grâce à ses succès commerciaux, il se consacre à partir des années 1930 à l'art, en tant que peintre, dessinateur et mécène. La Seconde Guerre mondiale entraîne la perte de ses biens. Il fonde une nouvelle entreprise de construction à Eberbach qui continue d'exister sous le nom Krauth Technology (de).

## Formation et premières années
Krauth suit les cours de photographie scientifique de Precht à l'université de Heidelberg. Il est ensuite deuxième assistant du photographe  Ausfeld à Ilmenau, ensuite technicien de laboratoire, opérateur ou gérant auprès des photographes de cour C. Ruf à Mannheim, Michelis à Bienne, Langbein à Heidelberg et enfin un an et demi opérateur et premier assistant du photographe de cour Nicola Perscheid à Leipzig. En 1902, il crée son propre atelier de photographie à Francfort-sur-le-Main. Il participe aux expositions annuelle de l'Association allemande des photographes, et reçoit de nombreux prix. Il est nommé photographe de cour du duc de Bade. En 1906, il est décoré de l'Ordre du Lion de Zaeringen, en 1908 il reçoit la médaille d'or de l'Ordre d'Albert l'Ours.
Parallèlement à ses activités de photographe, il donne des conférences et fait des cours à Francfort et à  Vienne. Une partie de ses travaux sont conservés au Badisches Landesmuseum.

## Stéréo-photographie

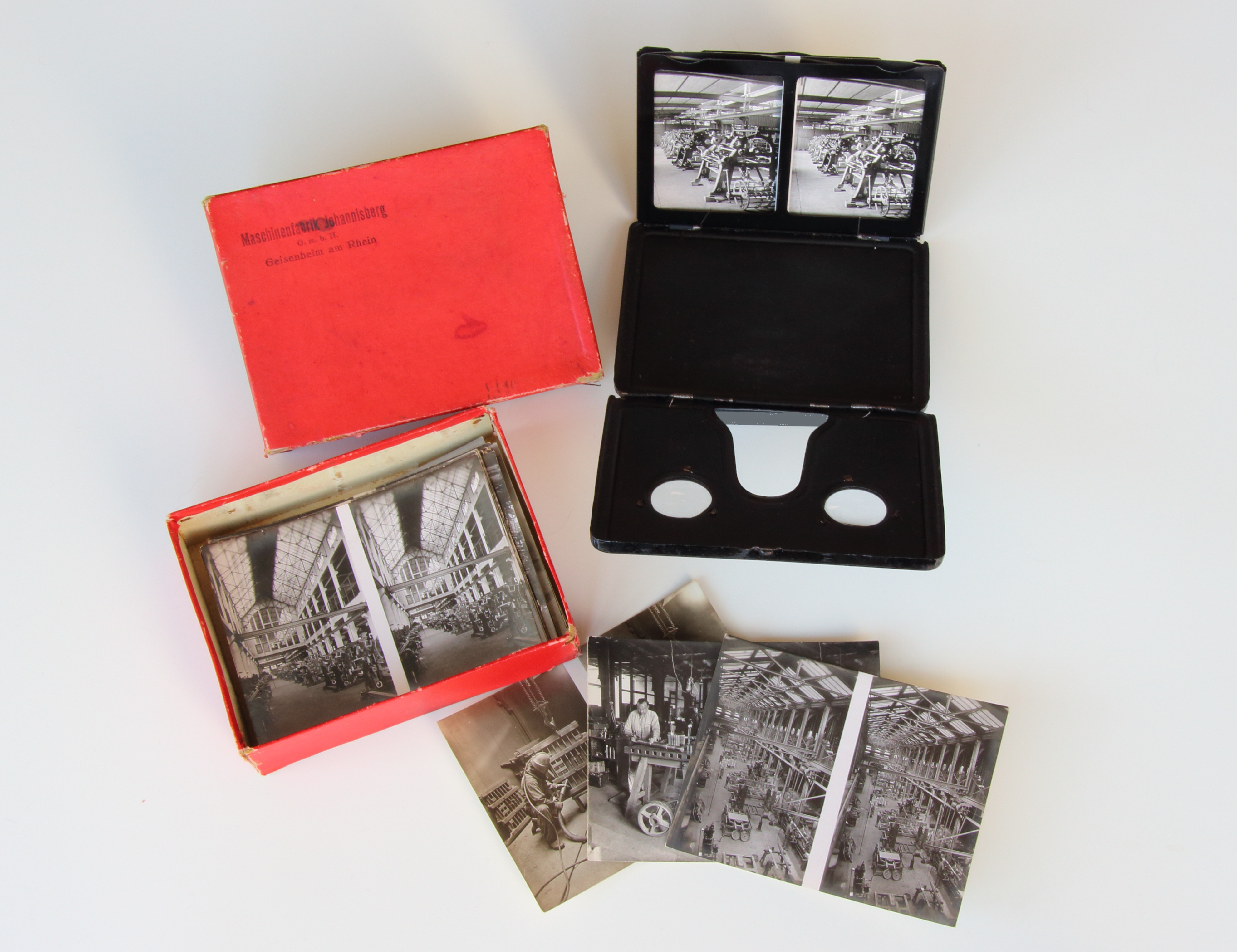
Prises de vues de la Maschinenfabrik Johannisberg Geisenheim par Krauth en 1926, avec son stéréoscope Indupor.

Krauth travaille après la Première Guerre mondiale à la photographie stéréoscopique. Il développe avec Carl Neithold un système compact de prises de vues appelé Indupor (pour Industrie- und Porträtfotografie) et crée une entreprise de commercialisation. Ce système a eu un certain succès et de nombreux imitateurs, par l'entreprise Bing en 1927 pour la société Omniplast de Berlin.

## Changeur de monnaie
Lors d'un voyage aux États-Unis, il découvre les changeurs de monnaie. Il crée d'abord à Francfort une entreprise de distribution de changeurs américains, puis ses propres changeurs appelés Galoppwechsler. Ces changeurs ont eu un grand succès commercial, et il arrêter son activité de photographe.

## Artiste, mécène
Dans les années 1930, Krauth se rapproche du cercle d'artistes qu'il fréquentait déjà en tant que photographe. Il déménage à Düsseldorf et rassemble autour de sa villa divers artiste, peintres et sculpteurs. Après la Seconde Guerre mondiale, où ses propriétés sont détruites sous les bombardements, l'entreprise du Galoppwechsler est transformée en Volkseigener Betrieb en 1946. Krauth travaille d'abord comme artiste peintre, puis recommence à construire des changeurs de monnaie. À partir de 1950, l'entreprise prospère à nouveau. Krauth lui-même se retire à Düsseldorf. Appelée krauth technology GmbH l'entreprise fabrique des distributeurs de jetons, de ticket de transports et d'autres appareils de ce type.